# Léon Bopp
Pour les articles homonymes, voir Bopp.
Léon Bopp, né en 1896 à La Chaux-de-Fonds et mort en 1977 à Grange-Canal (commune de Chêne-Bougeries), est un écrivain et philosophe suisse.

## Biographie
Léon Bopp grandit dans sa ville natale, puis fait des études de lettres, d'abord à l'Université de Genève, puis à l'École normale supérieure, à Paris, dès 1915. De 1920 à 1922, il trouve un emploi de journaliste en Angleterre, avant de retourner à Paris, à la Sorbonne où il rédige la thèse, portant sur l’œuvre d'Henri-Frédéric Amiel qui lui permet d'obtenir son doctorat en 1926.
C'est à cette époque qu'il s'installe à Grange-Canal, près de Genève, où il passera le reste de sa vie. Les contacts qu'il a noué à Paris avec Jean Paulhan et Albert Thibaudet lui permettent de publier ses premiers textes dans la Nouvelle Revue française. Il passe le reste de sa vie à écrire des textes variés, allant du roman à l'essai politique, en passant par les textes de critique littéraire. Il reçoit en 1933 le Prix de Littérature de la Ville de Genève.
Liaisons du monde constitue son ouvrage romanesque le plus connu. Il s'agit d'une uchronie décrivant l'histoire de France entre 1935 et 1944. Ce texte présente la particularité, unique parmi les uchronies, d'avoir été écrit à mesure que les faits se déroulaient, l'écriture et la publication s'étant étalée entre 1938 et 1945.

## Œuvres

### Romans
- Jean Darien, 1924
- Le Crime d'Alexandre Lenoir. Roman d'un moraliste, 1929
- Est-il sage, est-il fou ? Roman d'un savant, 1931
- Jacques Arnaut et la somme romanesque : roman d'un artiste, 1933.
- Liaisons du monde : roman d'un politique, 1938-1944
- Ciel et terre : roman d'un croyant, 1962-1963.

### Critique littéraire
- H.-F. Amiel : essai sur sa pensée et son caractère d'après des documents inédits (thèse), 1925.
- Principes de pédagogie d'Amiel, 1927.
- Esquisse d'un traité du roman, 1935.
- Catalogisme ou Esquisse d'une philosophie de l'omnipotence, 1946.
- Commentaire sur Madame Bovary, 1951.
- Philosophie de l'art ou alchimie contre histoire : essai de surhistoire des valeurs esthétiques, 1954.
- Les beaux-arts en France : complément à la "Philosophie de l'art", 1956.
- Psychologie des "Fleurs du mal", 1964-1969.

### Textes religieux et spirituels
- Vie de Jésus (d'après l’Évangile selon Saint Matthieu), suivie de quelques réflexions philosophiques sur les Évangiles et la pensée du Christ, 1945.
- L'art de vouloir, d'aimer, de comprendre : nouveaux exercices spirituels, 1945.
- Philosophie pour tous et pour chaque jour ou Sillons ou Dialectique intérieure ou Multiplication du moi, 1949.

### Autres
- Napoléon, 1942.
- Entretiens avec M. Hitler, 1945.
- Paris, 1957.
- Impressions d'Amérique : 1957, 1959.